# نفوذپذیری (علوم زمین)

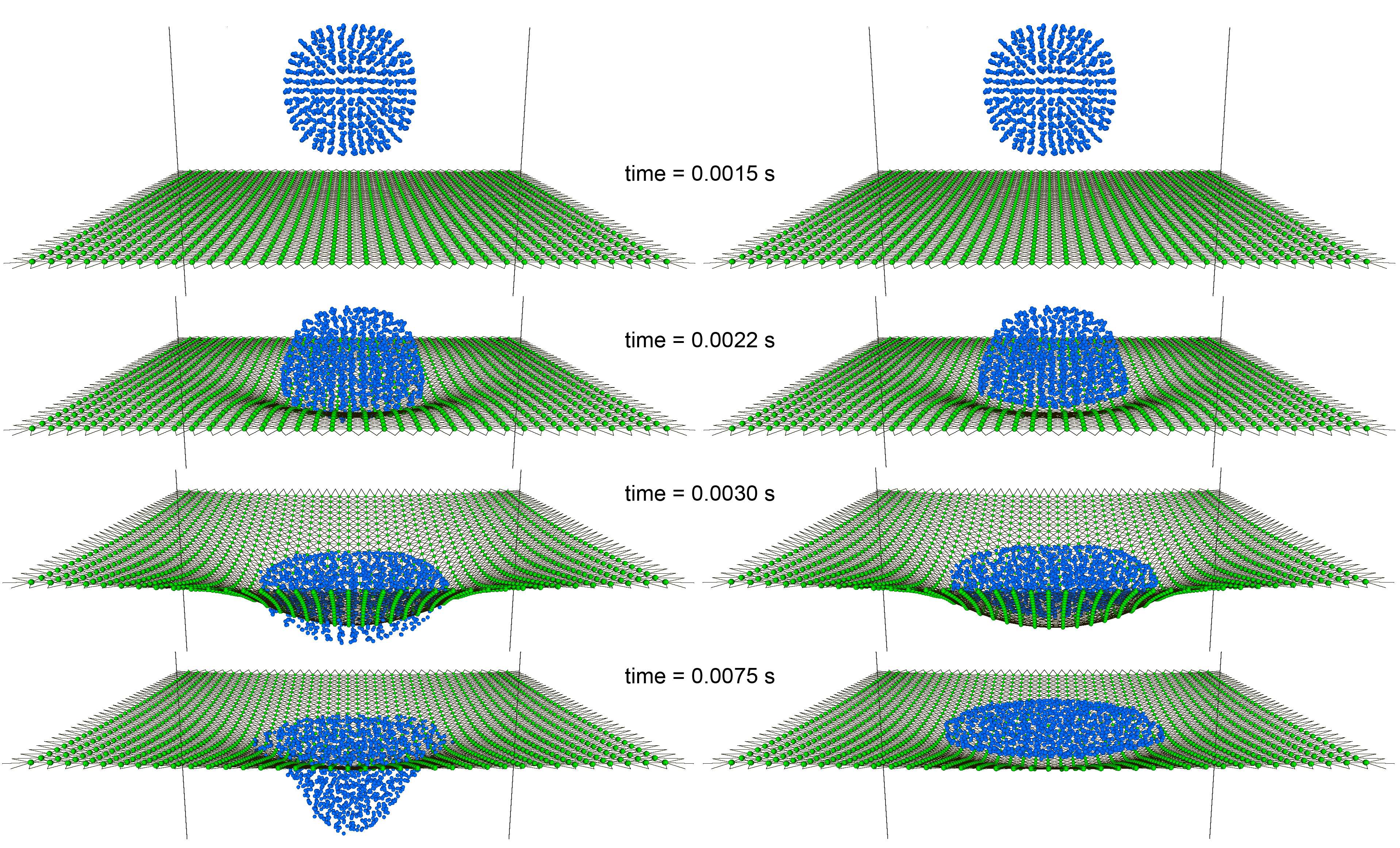
تصویر مثالی از توانایی نفوذپذیری اجسام

تراوایی یا نفوذپذیری (انگلیسی: Permeability) در مکانیک شاره‌ها و علوم زمین به میزان توانایی انتقال مایعات از محیط متخلخل میان حفره‌های رسوب‌ها یا سنگ‌ها گفته می‌شود. مقدار نفوذپذیری به اندازه حفره‌ها، غلظت مایع و نیروی کششی که با کاهش اندازه دانه‌ها کم می‌شود، بستگی دارد. در واقع عواملی که بر تخلخل اولیه موثرند، در میزان نفوذپذیری نیز مؤثر می‌باشند. نفوذپذیری را معمولاً با واحد دارسی بیان می‌کنند. یک دارسی عبارتست از نفوذپذیری که در آن یک مایع با غلظت یک سانتی‌متر در ثانیه تحت فشار یک اتمسفر بر سانتیمتر عبور کند. نفوذپذیری اغلب سنگ‌ها به‌طور کلی کمتر از ۱ دارسی می‌باشد.